# Neosphenorhina ocellata
Neosphenorhina ocellata är en insektsart som först beskrevs av Walker 1851.  Neosphenorhina ocellata ingår i släktet Neosphenorhina och familjen spottstritar. Inga underarter finns listade i Catalogue of Life.